# Будище (Малинський район)
Будище (пол. Budyszcze) — колишній хутір у Малинській волості Радомисльського повіту Київської губернії та Баранівській сільській раді Малинського району Малинської, Коростенської і Волинської округ, Київської та Житомирської областей.

## Населення
У 1926 році налічувалося 142 жителі, дворів — 27.

## Історія
В кінці 19 століття — хутір у Радомисльському повіті, біля сіл Пиріжки та Баранівка.
До 1923 року входив до складу Малинської волості Радомисльського повіту Київської губернії. У 1923 році включений до складу новоствореної Баранівської сільської ради, котра, 7 березня 1923 року, увійшла до складу новоутвореного Малинського району Малинської округи. В 1941 році підпорядкований Бабино-Лозівській сільській управі.
Знятий з обліку населених пунктів до 1 вересня 1946 року.